# Fieracavalli

Fiera Cavalli in una cartolina d'epoca.

Fieracavalli è un'esposizione fieristica dedicata ai cavalli e all'equitazione che si svolge a Verona dal 1898, con cadenza annuale, a inizio novembre. È considerata la più grande manifestazione equestre in Italia.
Dal 2001, la manifestazione ospita l'unica tappa italiana della Longines FEI World Cup Jumping, gran premio internazionale di salto a ostacoli.
Per l'edizione 2024, FieraCavalli si terrà dal 7 novembre al 10 novembre.

## Storia
Fieracavalli trova le sue radici nel 1898, quando, per deliberazione della Civica Amministrazione veronese, nascono le Fiere semestrali di cavalli, dando così inizio alla serie di fiere “moderne” in cui si espongono, oltre a molti cavalli, le merci e i prodotti che interessano principalmente il mondo rurale.
Nel 1930, con la costituzione dell’Ente Autonomo per le Fiere di Verona, la Fieracavalli si trasforma in Fiera Internazionale dell’Agricoltura e dei Cavalli ed entra a far parte delle grandi manifestazioni internazionali con l’ammissione all'Union des Foires Internationales (U.F.I.). Da allora, ma soprattutto a partire dal 1948, quando l’Ente istituisce il 1º Salone della Macchina Agricola, l’interesse per i cavalli diminuisce drasticamente sino al 1976, quando, riprendendo la tradizione delle antiche Fiere Cavalli, l’Ente realizza la 1ª Fiera Internazionale dei Cavalli-Fieracavalli che comprende anche il 1º Salone delle attrezzature e attività ippiche. Per l’edizione del 1978 la manifestazione ottiene il riconoscimento internazionale e ad essa viene attribuita la stessa numerazione della Fieragricola.

### Gala d'Oro
La crescita esponenziale di pubblico della nuova Fieracavalli indusse l’allora presidente Angelo Betti e il direttore commerciale Roberto Gobbi a creare uno spettacolo di animazione da proporre al pubblico per la sera. Dopo alcuni esperimenti con qualche ospite occasionale, nel 1985 l’Ente decise di intraprendere una nuova strada scritturando un giovane regista veronese, Antonio Giarola, che realizzò lo spettacolo con interpreti forniti direttamente dall’Ente Fiere. Lo spettacolo si è tenuto ogni anno da allora, coinvolgendo numerosi artisti del settore equestre, fra cui Mario Luraschi e i suoi “Cascadeurs de Paris”, Flavio Togni, Lorenzo, Manolo, Alex Giona, Santi Serra Champs, e Bartolo Messina.